# Fronteira Hungria–Sérvia
A fronteira entre a Hungria e a Sérvia é a linha que se estende por 151 km ao sul da Hungria, separando o país do território da Voivodina, na Sérvia. Se estende entre duas fronteiras tríplices, a oeste com a Croácia e a leste com a Romênia. Nas proximidades dessa fronteira ficam as cidades de Subotica na Sérvia, mais Baja e Szeged na Hungria.
Antes da dissolução da Iugoslávia em 1991, essa fronteira era apenas o terço leste da linha fronteiriça entre a Iugoslávia e Hungria. Essa fronteira data do fim do Império Austro-Húngaro em 1918 e da criação do Reino dos Sérvios, Croatas e Eslovenos.